# Cerbera manghas
La manga brava o manga venenosa (Cerbera manghas) es una especie de pequeño árbol perteneciente a la familia de las apocináceas.

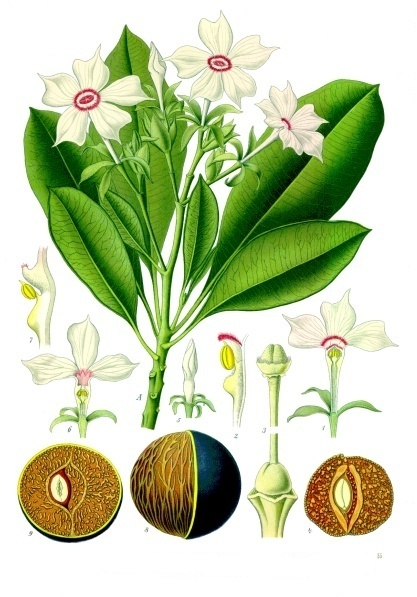
Ilustración

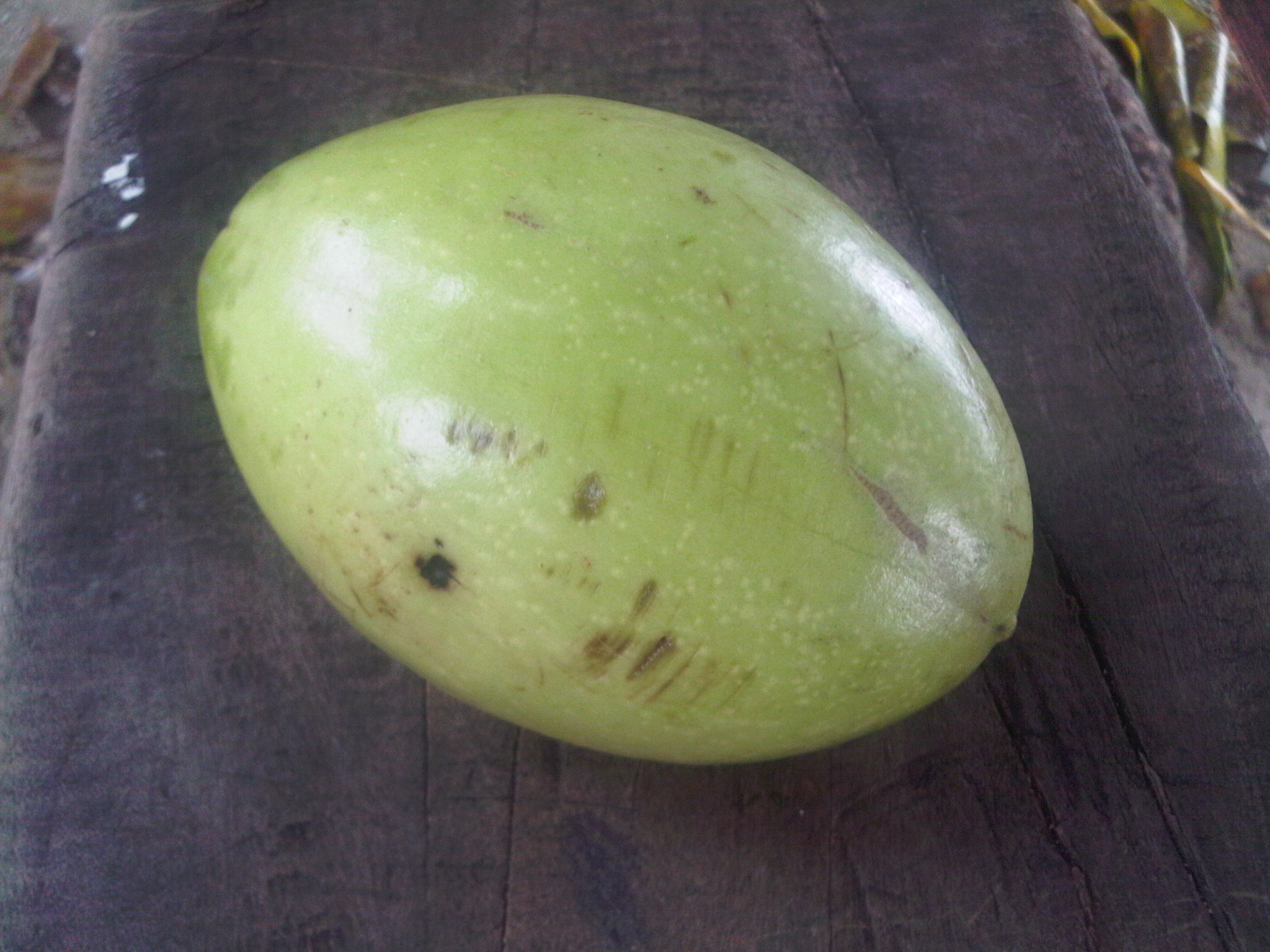
Fruto

## Descripción
Es un pequeño árbol de hoja perenne que alcanza los 12 m de altura.  Las hojas son oscuras y brillantes de color verde, alternas y ovaladas.  Las flores son fragantes, de color blanco, tubulares y lobuladas de 3 a 5 cm de diámetro. Tienen 5 estambres y el ovario se sitúa por encima de los demás partes de la flor.  Las frutas tienen forma de huevo, de 5 a 10 cm de largo, y se vuelven de color rojo brillante en la madurez.

## Distribución y hábitat
Es originaria de Java, Filipinas, Samoa, se distribuye desde la Islas Seychelles en el Océano Índico hacia el este hasta la Polinesia Francesa.  Ocupa hábitats costeros y se asocia a menudo con los bosques de manglares.
Este árbol ha sido introducido a Hawái y otros lugares tropicales como planta ornamental.

## Propiedades
Las hojas y los frutos contienen la sustancia  llamada cerberin, que es extremadamente tóxica si se ingiere. Los indígenas, en tiempos pasados, usaban  la savia del árbol como un veneno para la caza de animales. 
Indicaciones: Efecto laxante. Usado en catarros comunes y en aplicación tópica para llagas.
Otros usos: Usado como veneno para peces.

## Taxonomía
Cerbera manghas fue descrita por Carlos Linneo y publicado en Species Plantarum 1: 208–209. 1753.
Etimología
Cerbera: nombre genérico que proviene de Cerbero, el perro del infierno de la mitología griega, debido a que sus semillas contienen un veneno mortal, lo que indica la toxicidad de las semillas. 
Sinonimia
- Odollamia manghas (L.) Raf. Sylva Telluriana 162. 1838.
- Tanghinia manghas (L.) G.Don, Gen. Hist. 4: 98. 1837.
- Cerbera forsteri Seem., Fl. Vit. 157. 1866.
- Cerbera lactaria Ham.-Buch. ex D.Dietr., Syn. Pl. 1. 1805, nom. illeg.
- Cerbera lactaria Buch.-Ham. ex Spreng., Syst. Veg. (ed. 16) [Sprengel] 1: 642. 1824, nom. illeg.
- Cerbera linnaei Montr., Mem. Acad. Lyon, 10. 233. 1860.
- Cerbera odollam var. mugfordii Bailey, Queensland Agricultural Journal 3(4) 1898.
- Cerbera tanghin Hook., Bot. Mag. 57: t. 2968. 1830.
- Cerbera venenifera (Poir.) Steud., Nomencl. Bot. [Steudel], ed. 2. 1: 332. 1840.
- Elcana seminuda Blanco, Fl. Filip., ed. 2 [F.M. Blanco] 584. 1845.
- Tabernaemontana obtusifolia Poir., Encycl. (Lamarck) Suppl. 5. 275. 1817.
- Tanghinia venenifera Poir., Encycl. (Lamarck) Suppl. 5. 283. 1817.
- Odollamia moluca Raf.
- Tanghinia veneneflua G.Don[4]